# Bob Golic
(en) Statistiques sur pro-football-reference
Robert Perry Golic, dit Bob Golic est joueur américain de football américain né le 26 octobre 1957 à Cleveland. Il évoluait au poste de defensive tackle avec les Patriots de la Nouvelle-Angleterre de 1979 à 1981, puis les Browns de Cleveland de 1982 à 1988 et enfin les Raiders de Los Angeles de 1989 à 1992.